# 몽고메리셔 글런두르 (영국 의회 선거구)
몽고메리셔 글런두르(영어: Montgomeryshire and Glyndŵr / 웨일스어: Maldwyn a Glyndŵr)는 웨일스 북부에 위치한 영국 의회의 선거구로, 2023년 웨스트민스터 선거구 정기심의에 따라 신설되어 2024년 영국 총선부터 처음 적용되었다.
선거구의 명칭은 과거 웨일스의 몽고메리셔주와 글런두르구에서 따왔다. 전신인 몽고메리셔 지역구는 웨일스에서 단 한번도 노동당 후보가 당선되지 않은 유일한 선거구였으나, 2024년 총선에서는 사상 처음으로 노동당의 스티브 위더던 후보가 당선되었다.

## 경계
몽고메리셔 글런두르의 관할지역은 다음과 같다.
- 포이스: Banwy, Berriew, Blaen Hafren, Caersws, Churchstoke, Dolforwyn, Forden, Glantwymyn, Guilsfield, Kerry, Llanbrynmair, Llandinam, Llandrinio, Llandysilio, Llanfair Llansilin, Llansantffraid, Machynlleth, Meifod, Montgomery, Newtown Central, Newtown East, Newtown Llanllwchaiarn North, Newtown Llanllwchaiarn West, Newtown South, Rhiwcynon, Trewern, Welshpool Castle, Welshpool Gungrog and Welshpool Llanerchyddol
- 렉섬 자치시: Cefn, Dyffryn Ceiriog/Ceiriog Valley, Chirk North, Chirk South, Esclusham, Johnstown, Pant, Penycae, Penycae and Ruabon South, Plas Madoc, Ponciau and Ruabon

'글런두르' (Glyndŵr)의 표기는 영어와 웨일스어 표기 모두 'w' 자 위에 곡절 부호를 덧붙인 것을 공식 표기로 삼고 있다.

## 역대 국회의원
| 선거 | 선거   | 의원          | 정당   |
| ---- | ------ | ------------- | ------ |
|      | 2024년 | 스티븐 위더던 | 노동당 |

## 선거 결과

### 2020년대 선거
|  | 29.4% |

|  | 20.6% |

|  | 18% |

|  | 15% |

|  | 13.1% |

|  | 4% |

2024년 영국 총선에서는 6월 25일 보수당의 크레이그 윌리엄스 후보가 총선 도박 스캔들에 연루되어 후보지명이 철회되었으나 투표용지 발행 이후에 철회 조치가 이뤄지면서 용지 상에는 이름과 정당이 남아있게 되었다. 6월 20일 유고브 여론조사에서 웨일스에서는 유일하게 몽고메리셔 글런두르 선거구에서 보수당이 근소차로 승리할 것으로 전망됐었다.